# لودویک لیدون
لودویک لیدون (انگلیسی: Ludovic Lidon؛ زادهٔ ۶ فوریهٔ ۱۹۷۱) بازیکن فوتبال اهل فرانسه است.